# Виолета Джолева
Виолета Джолева (на македонска литературна норма: Виолета Џолева) е актриса и режисьорка от Северна Македония.

## Биография
Виолета Джолева е родена на 16 юли 1951 година в Скопие, тогава във Федеративна народна република Югославия. В 1974 одина завършва Театралната акдемия в Белград. От 1958 зо 1969 година е член на Радодрамата, в 1974 – 1976 година е режисьорка в Македонската радио-телевизия в Скопие. От 1976 до 1992 година играе в Камерния театър в Скопие, а след това от 1994 година е драматург и режисьор в Македонската радио-телевизия.